# Nomadi
I Nomadi sono un gruppo musicale fondato nel 1963 all'interno del movimento beat italiano dal tastierista Beppe Carletti e dal cantante Augusto Daolio. Hanno pubblicato ottantadue album, tra dischi registrati in studio o dal vivo e raccolte varie e sono fra i più longevi complessi al mondo con sessanta anni di attività. Avendo venduto complessivamente 15 milioni di dischi, sono il terzo complesso italiano per vendite, preceduto dai Pooh e dai Ricchi e Poveri. 
Tra i loro brani più celebri si ricordano Io vagabondo (che non sono altro), Dio è morto, Ti voglio, Ho difeso il mio amore, Un pugno di sabbia, Un giorno insieme, Crescerai, Tutto a posto, Canzone per un'amica, Io voglio vivere, Sangue al cuore e Dove si va.

## Storia

### I Nomadi di Augusto Daolio

#### 1963 - 1965
Il primo nucleo del gruppo musicale nasce a Novi di Modena nel 1961 con il nome de I Monelli. Esso viene fondato dal tastierista Beppe Carletti, insieme al batterista Leonardo Manfredini e ai due chitarristi Antonio Campari e Remo Gelati. L'anno seguente il chitarrista Mario Cambi si unisce al nucleo dei Monelli, sostituendo Remo Gelati.
Con l'arrivo del sassofonista Gualberto Gelmini, di qualche anno più anziano, il nome I Monelli viene modificato per la prima volta in I Nomadi, rilevando la denominazione da un precedente complesso di Ischia che aveva appena annunciato la cessazione delle attività.
Nel 1963 Carletti conosce Franco Midili, un chitarrista di Novellara che suona nei Roman's, il quale prende il posto di Mario Cambi. Dopo aver provato ad inserire un cantante che non soddisfa pienamente il complesso, Franco Midili presenta a Beppe Carletti il cantante Augusto Daolio, che, dopo una sorta di audizione svoltasi direttamente sul palco durante una serata danzante, viene inserito subito nella formazione. È a partire da questo momento che il complesso assumerà la denominazione I Sei Nomadi.
Nell'estate del 1963 il complesso viene scritturato dal Frankfurt Bar di Riccione. Midili, all'epoca, lasciò il complesso per il servizio militare, venendo sostituito da Giacomo Zuffolini.
Nel 1964 il bassista italo-argentino Gianni Coron (1943-2015) prende il posto di Campari. In seguito se ne va Gualberto Gelmini e il complesso riprende nuovamente a chiamarsi I Nomadi. Poco più tardi, anche Leonardo Manfredini lascia la formazione a causa della tragica scomparsa dei genitori in un incidente automobilistico, mentre stavano rientrando dopo aver assistito ad un'esibizione dei ragazzi. Il batterista riprenderà a suonare soltanto molti mesi più tardi, andando a raggiungere Gelmini nel complesso I Diavoli Neri. Nel frattempo Franco Midili rientra nella formazione dopo il servizio militare.
Augusto, Beppe, Franco e Gianni reclutano dunque il batterista Gabriele Copellini, da tutti chiamato Bila, che aveva suonato assieme a Franco nei Roman's. La nuova formazione si esibirà in un concerto al Club Pineta di Novellara e sarà destinata ad eseguire i primi grandi successi musicali del complesso e ad affrontare la censura radiofonica.
I Nomadi fanno la loro apparizione sulle scene in uno dei periodi più fervidi del panorama musicale italiano, gli anni sessanta. In quegli anni nascevano e scomparivano decine di complessi, accomunati dall'atmosfera del dopo-boom che scopriva un'Italia arricchita economicamente, ma allo stesso tempo impoverita socialmente, nella quale i giovani cominciavano a sentirsi strozzati da un contesto sociale ancora intriso di convenzioni antiquate. I capelli lunghi, gli abiti sgargianti e la voglia di cambiamento che caratterizzavano i giovani di quegli anni, divennero ben presto uno dei tratti distintivi del complesso dei Nomadi, che per questo fu più volte attaccato verbalmente e in alcuni casi anche fisicamente.

#### 1965 - 1969

I Nomadi nel 1965

Dopo due anni di esibizioni nelle balere, nel 1965 i Nomadi pubblicano il primo singolo, contenente Donna, la prima donna (cover dell'omonimo brano di Dion & The Belmonts, con testo di Mogol) e Giorni tristi (composta dai Nomadi, ma firmata Mozzarini-Verona). La distribuzione del disco è discontinua e limitata al nord Italia; esso vende pochissime copie, ma ciò non impedisce al complesso di entrare nuovamente in sala d'incisione.
Nel 1966 il gruppo riscuote il primo successo con la canzone Come potete giudicar, cover di The Revolution Kind di Sonny Bono, inno al beat, che partecipa al Cantagiro 1966. Sulla scia di questo successo, Odoardo "Dodo" Veroli, produttore del complesso, affida i Nomadi a un giovane e ancora sconosciuto autore, Francesco Guccini, che avrebbe regalato al complesso alcuni dei maggiori successi della loro lunghissima carriera come Noi non ci saremo, Dio è morto, Per fare un uomo e Canzone per un'amica. Dalla collaborazione con questo autore nasce, sempre in quello stesso anno, il singolo Noi non ci saremo/Un riparo per noi.
Mogol presenta ai Nomadi un giovane Lucio Battisti, chiedendo loro di incidere la canzone Non è Francesca; per farlo, tuttavia, dovrebbero rinunciare ai brani di Guccini per dedicarsi esclusivamente a quelli della coppia Mogol-Battisti; pur apprezzando la canzone, i musicisti non accettano, volendo portare avanti la collaborazione col cantautore di Pavana.
Frutto della collaborazione con Guccini è anche il primo LP del complesso, pubblicato nel 1967 con il titolo Per quando noi non ci saremo. All'interno del disco desta scalpore Dio è morto (se Dio muore, è per tre giorni poi risorge). Subito censurato dalla RAI per il contenuto, il brano viene invece trasmesso da Radio Vaticana, che ne comprende il senso e ne autorizza la riproduzione. Nello stesso anno esce anche il singolo Un figlio dei fiori non pensa al domani, versione italiana di Death of a clown di Dave Davies dei Kinks.
È del 1968 il singolo intitolato Ho difeso il mio amore (cover di Nights in White Satin dei Moody Blues, precedentemente realizzata dai Profeti), che contiene sul retro il brano scritto da Guccini In morte di S.F., successivamente intitolato Canzone per un'amica. I Nomadi pubblicano anche il singolo Il nome di lei, che ha sul retro Per quando è tardi, e l'album I Nomadi, una antologia di brani proposti ne precedenti singoli, alcune cover e nuove composizioni di Guccini.
Nel 1969 Bila Copellini abbandona la formazione per dedicarsi alla fotografia e viene sostituito da Paolo Lancellotti (1947-2014).

#### 1970 - 1979

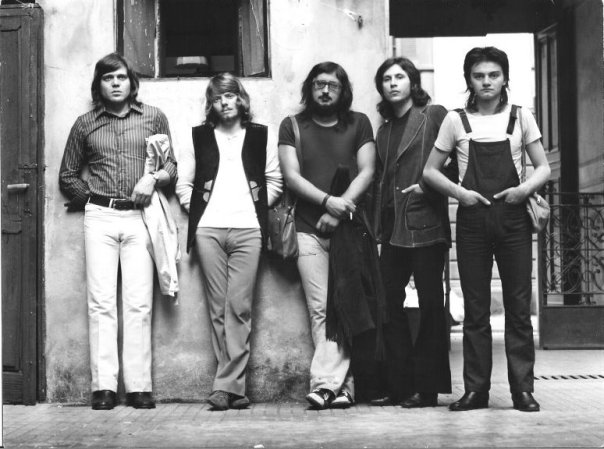
I Nomadi nel 1972

Nel 1970 anche Gianni Coron lascia il complesso e viene rimpiazzato da Umberto Maggi. Nello stesso anno vengono pubblicati i singoli Un pugno di sabbia (retro Io non sono io), che al concorso Un disco per l'estate porta i Nomadi fino al quarto posto finale, e Ala bianca, versione adattata del brano Sixty Years On di Elton John, il cui retro Mille e una sera diviene subito popolare come sigla dell'omonima trasmissione televisiva, in onda il sabato sera sul Secondo Programma, dedicata ai cartoni animati di tutto il mondo.
Il 1971 è l'anno della prima partecipazione dei Nomadi al Festival di Sanremo insieme a Mal con il brano Non dimenticarti di me, pubblicato su singolo abbinato a Tutto passa. Sempre nel 1971 vengono pubblicati i singoli So che mi perdonerai (finalista ad Un disco per l'estate 1971) e Suoni, il 33 giri Mille e una sera e la musicassetta So che mi perdonerai, riepilogativi degli ultimi tre anni di attività.
Nel 1972 Franco Midili lascia i Nomadi e viene temporaneamente sostituito da Amos Amaranti, musicista che rimane nel complesso per appena nove mesi, in tempo per godere del successo del singolo Io vagabondo (che non sono altro), finalista a Un disco per l'estate 1972, disco che vende un milione di copie (né Midili né Amaranti, tuttavia, presero parte all'incisione del singolo). Al successo del singolo si accompagna la pubblicazione dell'antologia Io vagabondo, ancora una volta edita solo su musicassetta e del singolo Quanti anni ho?, contenente sul retro il brano Oceano.
Nel 1973 Franco Midili rientra nell'organico, mentre Augusto Daolio si dedica a una fugace esperienza solista: sulla falsariga di Beppe Carletti - che l'anno prima aveva realizzato il singolo 20.000 leghe sotto lo pseudonimo di Capitan Nemo -, Daolio canta Una ragazza come tante, brano che fa parte della colonna sonora del film La ragazza di via Condotti. Nello stesso periodo, i Nomadi partono per un viaggio negli Stati Uniti, dove tengono sei concerti a Boston, Filadelfia, New York e Albany.
Successivamente il complesso partecipa a Un disco per l'estate 1973 con Un giorno insieme, singolo che contiene sul retro l'inedita Crescerai, e l'omonimo 33 giri, che contiene brani celebri come Stagioni (cover di Seasons di Elton John) e Abbi cura di te. Sempre nel 1973 la EMI pubblica il 33 giri I Nomadi cantano Guccini, summa dei brani di Francesco Guccini fino ad allora incisi dai Nomadi. Il singolo Mamma giustizia è colonna sonora del film No, il caso è felicemente risolto, mentre l'ultimo singolo per quell'anno, Voglio ridere (sigla di coda del famoso quiz televisivo Rischiatutto condotto da Mike Bongiorno) presenta sul retro il brano Ieri sera sognavo di te.
Nel 1974 Franco Midili abbandona definitivamente la formazione; il suo posto viene rilevato dall'irlandese Chris Dennis, tastierista e poi chitarrista e violinista. Francesco Guccini, ormai diventato famoso come cantautore, è omaggiato dalla band con il nuovo album I Nomadi interpretano Guccini, realizzato in versione quadrifonica in Inghilterra; la raccolta Canzoni d'oltremanica e d'oltreoceano, contenente tutte le cover interpretate dai Nomadi a partire dagli anni sessanta e la musicassetta Tutto a posto, con tre inediti, vanno a completare le pubblicazioni di quell'anno. Con il singolo Tutto a posto, i Nomadi partecipano a Un disco per l'estate 1974, ottenendo un buon piazzamento nella serata finale di Saint Vincent.
Il 1975 vede l'uscita dell'album Gordon, primo disco di soli brani inediti, come Il destino, Immagini e l'omonima Gordon. A Roma, dove si trova per una trasmissione radiofonica, alla band viene rubato il camion con la strumentazione e in alcuni concerti successivi gli strumenti usati dal vivo vengono noleggiati. Per il sesto anno consecutivo, il complesso partecipa a Saint Vincent alla finale della manifestazione Un disco per l'estate 1975, con il brano Senza discutere.
Nel 1977 i Nomadi decidono di dar spazio a nuovi autori, per lo più giovani e sconosciuti; esce l'album Noi ci saremo, diviso in due parti parallele: La foresta, in riferimento alla società e L'albero, in riferimento all'uomo come individuo.
Nel 1978 pubblicano l'album Naracauli e altre storie, contenente sei canzoni blues-rock, tra cui Naracauli e Joe Mitraglia.
Nel 1979, dopo un nuovo incontro con Francesco Guccini e sull'onda dell'analoga esperienza tra Premiata Forneria Marconi e Fabrizio De André, esce l'album live Album concerto, cui avrebbe dovuto far seguito un tour vero e proprio. A causa di alcuni dissapori con l'entourage del cantautore, il progetto naufraga e le date utilizzate per la registrazione del concerto restano così un unicum nelle carriere di Nomadi e Guccini. Il concerto viene anche trasmesso dalla RAI e reso disponibile su DVD solo nel 2010.

#### 1980 - 1989

I Nomadi in concerto negli anni Ottanta

Nel 1980 avviene la rescissione consensuale del contratto con la EMI e l'anno successivo firmano con la Compagnia Generale del Disco. Esce così l'album Sempre Nomadi, con sei pezzi inediti e tre brani registrati dal vivo alla Festa dell'Unità di Milano.
Nel 1982 Beppe Carletti, Umberto Maggi e Paolo Lancellotti rimangono coinvolti in un incidente stradale: i Nomadi sono costretti a sospendere l'attività dal vivo per sei mesi. Esce l'album Ancora una volta con sentimento, dopo il quale viene rescisso il contratto anche con la CGD, rimanendo quindi privi di casa discografica. In quest'anno ritornano sul palco per una breve tournée in Belgio, spostandosi in treno.
Nel 1983 i Nomadi suonano a Reggio Emilia per festeggiare il ventennale dell'attività. Il concerto, a cui parteciparono come ospiti anche Francesco Guccini e Franco Ceccarelli (chitarrista e cantante dell'Équipe 84), viene registrato e ripreso dalle telecamere, ma il video viene pubblicato solo nel 2003, in edizione limitata, in occasione dei quarant'anni del gruppo.
Il 21 giugno del 1984 i Nomadi partecipano a Bologna al concerto in cui Francesco Guccini, insieme all'Équipe 84, Lucio Dalla, Paolo Conte, Giorgio Gaber, Deborah Kooperman, festeggia i venti anni di carriera. Nell'occasione, i Nomadi conoscono il giornalista musicale Red Ronnie. Il bassista Umberto Maggi abbandona il gruppo e al suo posto entra il giovane Dante Pergreffi.
Nel 1985 Augusto si candida al comune di Reggio Emilia in una lista indipendente legata al PCI. I Nomadi, senza nessuna casa discografica, autoproducono l'album Ci penserà poi il computer.
Nel 1986 incidono in proprio l'album Quando viene sera; si tratta di un periodo di forti contrasti fra i membri del gruppo, tanto che Augusto medita di lasciare per poi continuare l'attività. Nell'anno successivo esce un doppio live, Nomadi in concerto, accompagnato da un sottotitolo in inglese, Like a sea never dies (Come un mare che non muore mai).
Nel 1988, risolti i contrasti e tornata la normalità all'interno del gruppo, esce l'album Ancora Nomadi, nuovamente diviso in due: la prima parte di inediti e la seconda dal vivo. In un concerto a Firenze, incontrano gli Inti-Illimani, con cui nasce un'amicizia duratura che frutta alcune collaborazioni.
Nel 1989, a Casalromano, si tiene il primo Raduno Nazionale Fans Nomadi. Vengono avviate le prove per il nuovo disco e come copertina viene proposta una foto di Augusto Daolio: ciò scatena l'ira di Paolo Lancellotti e Chris Dennis. Si arriva alle vie legali: da una parte Beppe Carletti e Augusto Daolio, dall'altra Chris Dennis e Paolo Lancellotti. Dante Pergreffi rimane in disparte, non avendo quote del gruppo. L'album non viene quindi pubblicato, e l'unico disco dell'anno è il singolo Salaam, ragazzi dell'olivo, i cui proventi vanno in beneficenza per i bambini palestinesi.

#### 1990 - 1992

I Nomadi nel 1992

Il 22 giugno 1990 Chris Dennis e Paolo Lancellotti decidono di cedere le loro quote del gruppo. Possono quindi continuare a esercitare l'attività di musicisti suonando le stesse canzoni dei Nomadi incise fino al 1989, ma non possono più utilizzare il marchio Nomadi; nel 1992 tornano a suonare insieme come Sempre Noi. I Nomadi rimangono in tre: Beppe Carletti, Augusto Daolio e Dante Pergreffi. Entrano nel gruppo Daniele Campani alla batteria e Cico Falzone alle chitarre. Il 1º luglio la nuova formazione si esibisce per la prima volta; i nuovi componenti riescono a imparare le canzoni in soli otto giorni.
In quell'autunno si recano a Praga per suonare a Freedom, meeting per l'amicizia dei popoli insieme a Richie Havens, Joe Cocker, Billy Preston, Edoardo Bennato, Angelo Branduardi e Fabio Concato. Ai Nomadi tocca l'apertura con Primavera di Praga (traccia dedicata a Jan Palach); nella chiusura, tutti gli artisti insieme cantano Freedom di Richie Havens.
Esce il primo album inciso dalla nuova formazione, Solo Nomadi, ancora sotto etichetta CGD, con la foto della discordia in copertina. Tra i brani compaiono Salvador (traccia dedicata a Salvador Allende), I gatti randagi, Mercanti e servi.
Nel 1991 incidono l'album Gente come noi, che contiene Gli aironi neri, Ma che film la vita, C'è un re, Ma noi no!, Uno come noi (traccia dedicata alla Protesta di Piazza Tienanmen nel giugno 1989), Ricordati di Chico (brano dedicato al sindacalista brasiliano Chico Mendes). Girano il loro primo video: Gli aironi neri. Partecipano alla Marcia per la Pace tra i popoli Perugia-Assisi, conclusa con un loro concerto, e, insieme anche ai Litfiba, alla Carovana della Pace da Trieste a Sarajevo, dove i Nomadi suonano dal vivo.
A gennaio 1992 le condizioni di salute di Augusto Daolio cominciano a peggiorare e gli viene diagnosticato un cancro ai polmoni. Per un periodo il gruppo sospende l'attività dal vivo; il 14 maggio, poi, Dante Pergreffi muore in un incidente stradale nel percorso per tornare a casa. A lui viene dedicato l'album Ma noi no, completato pochi giorni prima della sua scomparsa.
I Nomadi rimangono in quattro e Canzone per un'amica viene da allora costantemente suonata in ricordo di Dante Pergreffi. Al basso viene ingaggiata Elisa Minari, diciannovenne, unica donna ad aver mai fatto parte del gruppo. Intanto, dall'8 al 10 luglio i Nomadi, ad Agrigento, partecipano alla fase finale del festival radiotelevisivo Il canzoniere dell'estate con il brano Ma noi no!
L'8 agosto 1992 a Masone (Ge) si esibiscono nel loro ultimo concerto con Augusto.
Subito dopo vengono sospese la tournée e la partecipazione al Cantagiro, a cui i Nomadi partecipavano con Gli aironi neri, visto il peggioramento delle condizioni di salute di Augusto Daolio, che in seguito sarebbe morto il 7 ottobre all'età di 45 anni, dopo mesi di malattia.
Nello stesso anno esce l'album dal vivo Ma che film la vita (quattro dischi di platino), che racchiude le ultime esibizioni dei Nomadi con Augusto Daolio e che in quindici giorni vende 104 000 copie. All'interno trovano spazio frasi, pensieri, ricordi dei fans a lui dedicati.
In molti ritengono ormai chiusa l'esperienza dei Nomadi, ma Beppe Carletti, ultimo membro fondatore rimasto, grazie anche all'incoraggiamento dei fan decide di proseguire, dando una nuova vita al gruppo.

### Il post-Augusto Daolio

#### 1993 - 1997

I Nomadi in Cile a fine 1993 (foto F. Pirito)

Nel 1993 a Beppe Carletti, Daniele Campani, Cico Falzone ed Elisa Minari si aggiungono due nuovi cantanti: Danilo Sacco (voce e chitarra) e Francesco Gualerzi (voce, strumenti a fiato e chitarra).
Beppe Carletti decide di spartire l'eredità di Augusto Daolio tra due cantanti, in modo da evitare facili confronti, ma Francesco Gualerzi si ammala proprio alla vigilia del debutto della nuova formazione e per un breve periodo Danilo Sacco rimane cantante unico, lasciando cantare alcune canzoni solo al pubblico presente nei vari concerti.
Nello stesso anno escono l'album di inediti cantati da Augusto Daolio Contro e, per festeggiare i 30 anni di fondazione del gruppo, la biografia ufficiale dei Nomadi Il suono delle idee. 1963-1993 ad opera di Davide Carletti, figlio di Beppe Carletti, edito dall'Arcana Editore.
Inoltre, si tengono a Novellara nel mese di giugno tre concerti, i cui estratti verranno in seguito pubblicati nel video "Il viaggio continua". L'intero tour del 1993 viene intitolato Sempre Nomadi.
Invitati dagli Inti-Illimani i Nomadi partono alla volta del Cile per suonare in occasione della Fiesta de la solidarietà. Nella tournée cilena includono nel repertorio Te recuerdo Amanda di Víctor Jara.
Ha inizio la fase dei viaggi di solidarietà dei Nomadi.
Nel 1994 pubblicano La settima onda, primo album senza Augusto Daolio, a cui partecipano gli Inti-Illimani nella canzone In favelas. Viene inoltre lanciata una campagna per Cuba interamente dedicata alla raccolta di materiale didattico da inviare ai bambini cubani a causa dell'embargo statunitense che opprimeva economicamente l'isola dei Caraibi. Il materiale reperito viene portato a Cuba dai Nomadi. Al loro repertorio classico s'aggiunge Hasta siempre di Carlos Puebla, dedicata a Ernesto Che Guevara. Incontrano il Dalai Lama, Premio Nobel per la Pace, in visita in Italia, in una sua tappa a Bologna.
Nel 1995 esce il disco Tributo ad Augusto con canzoni dei Nomadi interpretate da CSI, Luciano Ligabue, Modena City Ramblers, Enrico Ruggeri, Gianna Nannini e Timoria, Gang, Teresa De Sio, Alice, Piccolo Coro dell'Antoniano. Su invito del Dalai Lama i Nomadi si recano in India, dove portano una parte dei proventi dell'album. Dall'esperienza in Tibet nasce l'album Lungo le vie del vento.
Nel 1996 in seguito a un nuovo viaggio a Cuba è la volta del disco Quando ci sarai, ultimo con alla produzione Dodo Veroli, per più di 30 anni a fianco di Beppe Carletti e soci. Vengono coinvolti in alcuni degli arrangiamenti presenti nell'album gli studenti della Scuola Nazionale di Musica di Cuba e il videoclip del brano Quando ci sarai è tutto fatto a Cuba, dal direttore della fotografia all'intera troupe.
Nel 1997 pubblicano il doppio dal vivo Le strade, gli amici, il concerto con collaborazioni musicali con gli spagnoli Celtas Cortos in 20 de Abril e con il gruppo bretone di cornamuse Bagad Quimperle Bretagne in C'è un re, Bianchi e Neri e Contro e con Andrea Pozzoli, che suona l'arpa celtica in Hasta Siempre, Ophelia, Il vecchio e il bambino e Uno come noi, e che avrebbe fatto parte dei Nomadi come turnista nell'anno successivo. L'utilizzo delle cornamuse, del flauto e del violino dei Celtas Cortos e dell'arpa di Andrea Pozzoli, conferisce all'album sonorità folk rock.
Il 20 settembre, durante il concerto di Assisi, in occasione del II Festival per la pace, viene consegnato al gruppo il premio Artisti per la Pace 1997. Insieme a Jovanotti compiono un viaggio in Chiapas tenendo due concerti, uno a Città del Messico e l'altro a Milpa Alta.
A fine anno Elisa Minari e Francesco Gualerzi decidono di lasciare il gruppo per motivi personali.

### I Nomadi di Danilo Sacco

#### 1998 - 2007

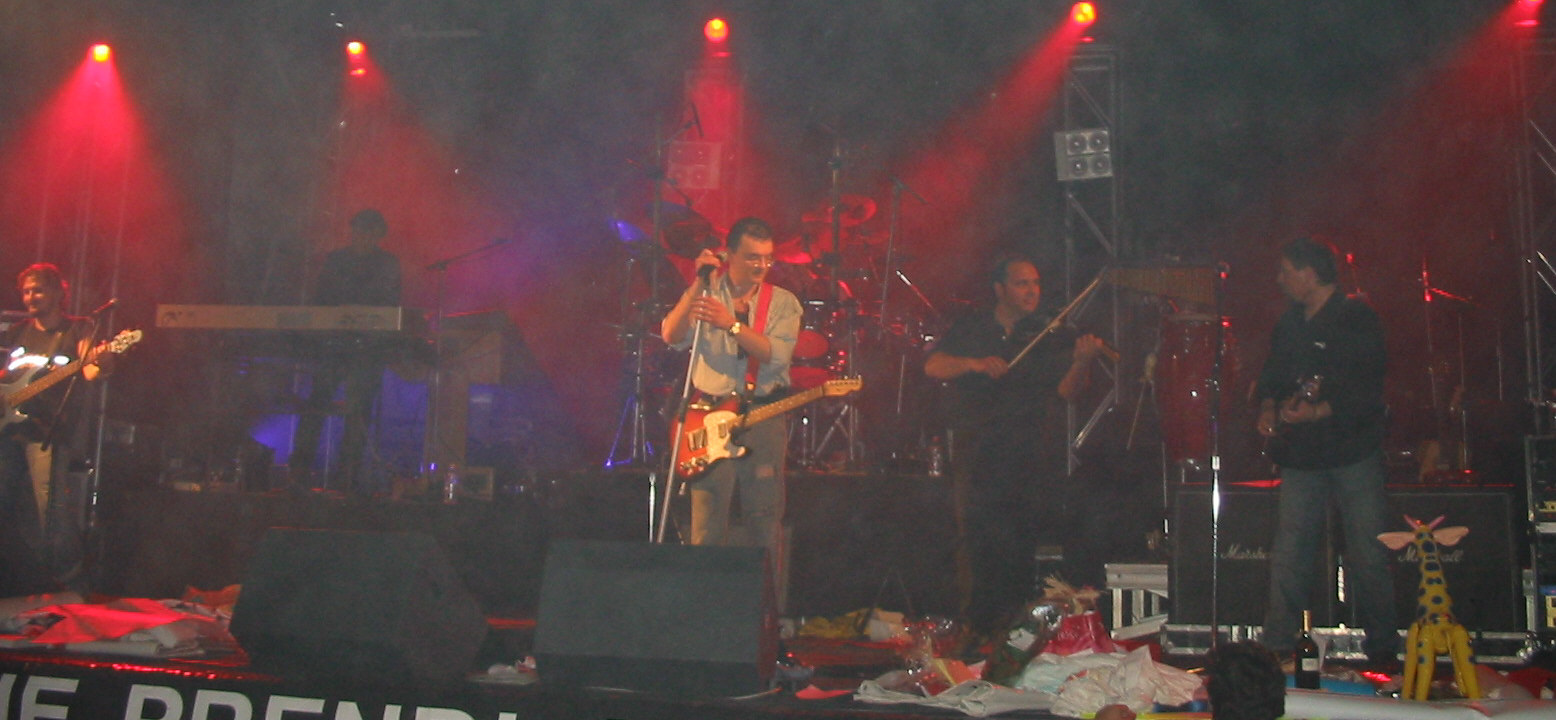
Concerto a Roma del 21 aprile 2002, con presentazione del discoAmore che prendi, amore che dai

Il 1998 vede la conferma del successo dell’album Le strade, gli amici, il concerto, risultando oltre 250.000 le copie vendute. Al posto di Elisa Minari e Francesco Gualerzi arrivano Massimo Vecchi, basso e voce e, come polistrumentista, Andrea Pozzoli. Esce come nuovo album Una storia da raccontare, contenente soltanto brani inediti: Le leggende di un popolo è frutto dell'esperienza del viaggio nella riserva indiana di Rosebud nel Sud Dakota e dell'amicizia nata con il popolo Lakota, in particolare con Duane Hollow Horn Bear, guida spirituale della tribù. La canzone sopracitata viene eseguita con la voce di alcuni componenti del popolo Lakota che prenderanno parte anche ad alcuni concerti dei Nomadi nel tour italiano. Andrea Pozzoli lascia il gruppo dopo circa sei mesi, sostituito da Sergio Reggioli, violino, percussioni, chitarre e tin whistle.
Nel 1999 intraprendono un viaggio in Albania grazie all'associazione Rock No War; visitano alcuni campi profughi e si esibiscono in due concerti insieme a Paolo Belli, uno a Elbasan ed uno a Tirana. Esce una raccolta di vecchi brani riarrangiati dalla nuova formazione per l'occasione e intitolata SOS con rabbia e con amore; per la prima volta compare il violino elettrico di Sergio Reggioli. L'album comprende una versione in studio de L'atomica di Francesco Guccini, mai incisa in studio prima di allora dalla band. Nel libretto del disco appare poi un'approfondita cronologia dei viaggi intrapresi dai Nomadi nel corso degli anni passati.
Nel 2000 incidono il singolo No vale la pena insieme agli amici del Duo Trinitario di Cuba e il nuovo CD Liberi di volare, contenente 10 canzoni inedite. Alla produzione, come per il precedente Una storia da raccontare, c'è Beppe Carletti.
Nel 2001 i Nomadi promuovono un'iniziativa per i bambini vittime delle mine antiuomo in Cambogia. È però la fine dei viaggi fatti da tutto il gruppo insieme; da ora in avanti sarebbe stato Beppe Carletti l'unico a continuare a viaggiare per vedere realizzate le opere di solidarietà portate avanti dal gruppo, grazie alla collaborazione dei fan club sparsi in tutta Italia.
Nel 2002 lanciano un'iniziativa contro lo sfruttamento della prostituzione minorile in Indocina. In seguito a un viaggio di Beppe in Cambogia, Vietnam e Thailandia sarebbe nata la collaborazione con May, una cantante thailandese. Preceduto dal singolo Sangue al cuore esce il disco Amore che prendi amore che dai contenente 10 canzoni inedite e, per la prima volta in carriera, numero uno in classifica.
Nel 2003 i Nomadi compiono 40 anni. Festeggiano con la raccolta Nomadi 40, che raccoglie 32 successi più 2 inediti, tre giorni di concerti (il 13, il 14 e il 15 giugno sono a Riccione laddove avevano cominciato a suonare al Frankfurt Bar nel 1963) e relativo tour.
Nel 2004 vengono premiati con un altro doppio disco di platino ottenuto dalla Platinum Collection edita dalla EMI, loro vecchia casa discografica. Il 29 ottobre esce il nuovo CD Corpo estraneo, con 11 inediti, distribuito dall'Atlantic Records. È di questo periodo la collaborazione con la cantante Ivana Spagna, con cui Danilo Sacco incide il brano Dove nasce il sole, scritto dalla cantante veronese e arrangiato dal fratello Theo.
Nel 2005 Beppe Carletti è nominato Cavaliere della Repubblica da Carlo Azeglio Ciampi. A marzo tengono un concerto a Cesena per raccogliere fondi da utilizzare per la costruzione di un centro medico a Meulaboh (isola di Sumatra, Indonesia), devastata dallo tsunami del 26 dicembre 2004. Segue l'ennesimo tour italiano.
Nel gennaio 2006 Beppe Carletti si reca a Meulaboh per vedere il termine lavori della costruzione del centro medico realizzato in collaborazione con Ecpat, Rock no War, Croce Verde di Reggio Emilia. I Nomadi, dopo essersi inutilmente proposti negli anni precedenti, vengono selezionati per il 56º Festival di Sanremo, con il brano Dove si va, risultando secondi classificati nella classifica finale del Festival. Vincitori, inoltre, nella categoria "gruppi", ricevono anche il Premio sala stampa radio e TV; nella seconda serata duetta con loro Roberto Vecchioni. Contemporaneamente alla partecipazione, è pubblicato il loro nuovo album di inediti Con me o contro di me, seguito dal relativo tour.
Nel frattempo sono immessi sul mercato discografico in versione rimasterizzata tutti gli album del periodo EMI usciti tra il 1967 e il 1979. Durante il tour 2007, ribattezzato Una storia italiana, il 30 giugno aprono a San Siro il concerto di Biagio Antonacci su invito dello stesso cantante milanese.
Il 14 settembre è la volta del nuovo singolo Ci vuole un senso, che precede il doppio album Nomadi & Omnia Symphony Orchestra live 2007, uscito in data 12 ottobre e registrato in due concerti a Brescia il 6 aprile e 7 aprile 2007 insieme alla Omnia Symphony Orchestra. URL consultato il 6 maggio 2008 (archiviato dall'url originale il 16 aprile 2008). diretta dal maestro Bruno Santori, che è stato anche l'orchestratore del disco.
Del concerto esce anche una versione DVD, in due formati: sia in abbinamento al doppio CD con uno speciale packaging (in edizione limitata), sia su supporto autonomo. A novembre parte il tour teatrale.

#### 2008 - 2011

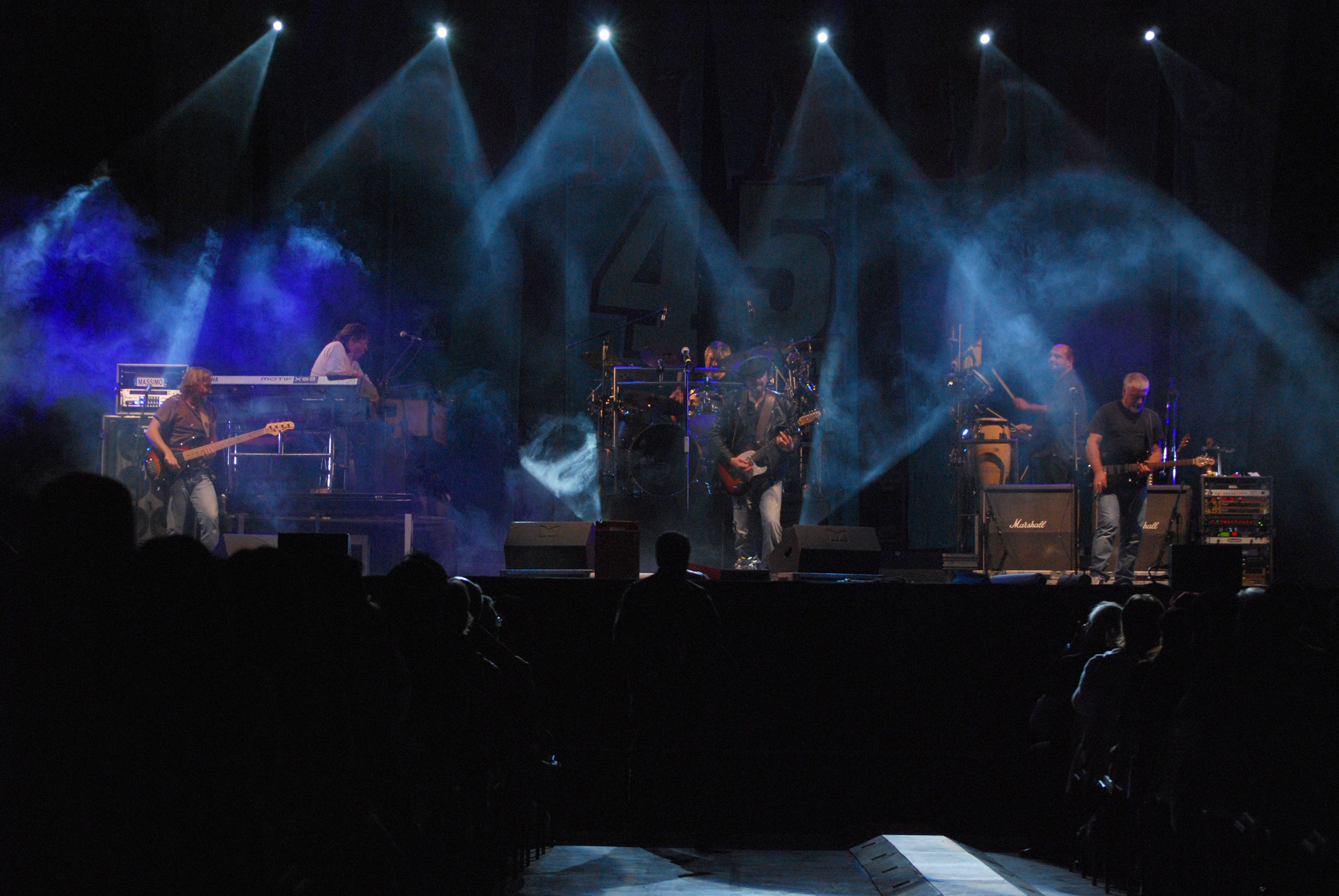
I Nomadi a Torino nel settembre 2008

A marzo 2008 i Nomadi vengono chiamati da Gianluca Grignani a duettare, in occasione del 58º Festival di Sanremo, nel brano Cammina nel sole.
In giugno, vengono premiati con i Wind Music Awards 2008, insieme a Grignani, con il quale duettano in Cammina nel sole e Io vagabondo; inoltre in quell'occasione viene annunciato che, in dicembre, si sarebbero dovuti tenere due concerti in coppia fra il cantante e il gruppo, ma alla fine tale progetto non fu portato a termine.
A Folgaria, il 21 e 22 giugno si sono tenuti due grandi concerti per festeggiare il 45º compleanno dei Nomadi con la Omnia Symphony Orchestra. URL consultato il 6 maggio 2008 (archiviato dall'url originale il 16 aprile 2008). diretta dal maestro Bruno Santori.
Il 3 aprile 2009 esce l'album con 11 inediti dal titolo Allo specchio, che viene presentato in tre date del loro tour: il 6 aprile al Teatro Ventaglio Smeraldo di Milano, il 7 aprile al Teatro Tendastrisce di Roma e il 19 aprile al Teatro Saschall di Firenze. L'album è preceduto dal singolo Lo specchio ti riflette, uscito il 20 marzo, nel quale il gruppo duetta con Jarabe De Palo.
Il 22 maggio Danilo Sacco viene ricoverato all'ospedale di Asti, dove subisce un intervento di angioplastica primaria. Il tour dei Nomadi viene interrotto fino al 1º luglio, quando i concerti vengono ripresi senza di lui; le canzoni sono cantate da Massimo Vecchi, Sergio Reggioli, Cico Falzone e dai coristi che avevano preso parte alla registrazione dell'album Allo specchio.
Il 22 agosto, smentendo alcune voci seguite a dichiarazioni rilasciate dal cantante in merito a un suo possibile abbandono del gruppo, Danilo Sacco torna sul palco nell'appuntamento di Castagnole delle Lanze, facendo un inaspettato quanto scherzoso ingresso da pugile e cantando per un'ora circa. Nella stessa occasione, dichiara di essere pronto a ripartire con il gruppo e di poter tornare ai massimi livelli entro il 2010, più precisamente entro la data del concerto di Novellara che ogni anno si tiene in febbraio, a ridosso dei giorni di quello che sarebbe stato il compleanno di Augusto Daolio.
In ottobre, comincia un nuovo tour teatrale, in cui, come nei precedenti, vengono ripresi vecchi brani non eseguiti da tempo.
Nel 2010 i Nomadi accompagnano al 60º Festival di Sanremo la cantante Irene Fornaciari nel brano, scritto da Zucchero Fornaciari, Il mondo piange; il pezzo è giunto fra i 10 finalisti della competizione.
Il 4 giugno partecipano a Con il cuore - Nel nome di Francesco, condotto da Carlo Conti e svoltosi nella piazza inferiore della Basilica di San Francesco ad Assisi.
Preceduto dal singolo Hey Man, cantato in duetto con Zucchero Fornaciari, viene pubblicato il 26 ottobre l'album Raccontiraccolti, contenente 11 cover di artisti italiani riarrangiati e reinterpretati dai Nomadi e un brano, Due re senza corona, pubblicato nel precedente album Allo specchio solo nella versione scaricabile da I-Tunes. Il successivo mese vede l'inizio anche di un tour teatrale.
Il 19 aprile 2011, con un comunicato stampa, viene fatto sapere che il gruppo ha rescisso il ventennale contratto con la casa discografica Warner e che da questo momento si autoprodurrà, con etichetta Edizioni e Produzioni I Nomadi e facendosi distribuire da Artist First; il primo album dell'esperienza da produttori in proprio è Canzoni nel vento, un disco live con pezzi registrati alla fine degli anni ottanta. Vengono premiati ai Wind Music Awards 2011.
Viene pubblicato il singolo Toccami il cuore, che anticipa l'uscita dell'album Cuore vivo, pubblicato il 7 giugno 2011; il disco, che contiene due brani inediti e otto brani storici del gruppo, riarrangiati in chiave moderna, raggiunge il terzo posto in classifica.
Alla fine del tour teatrale del 2011, il cantante Danilo Sacco lascia il gruppo, come da lui dichiarato in precedenza con un comunicato stampa.

### La terza vita

#### 2012 - 2016

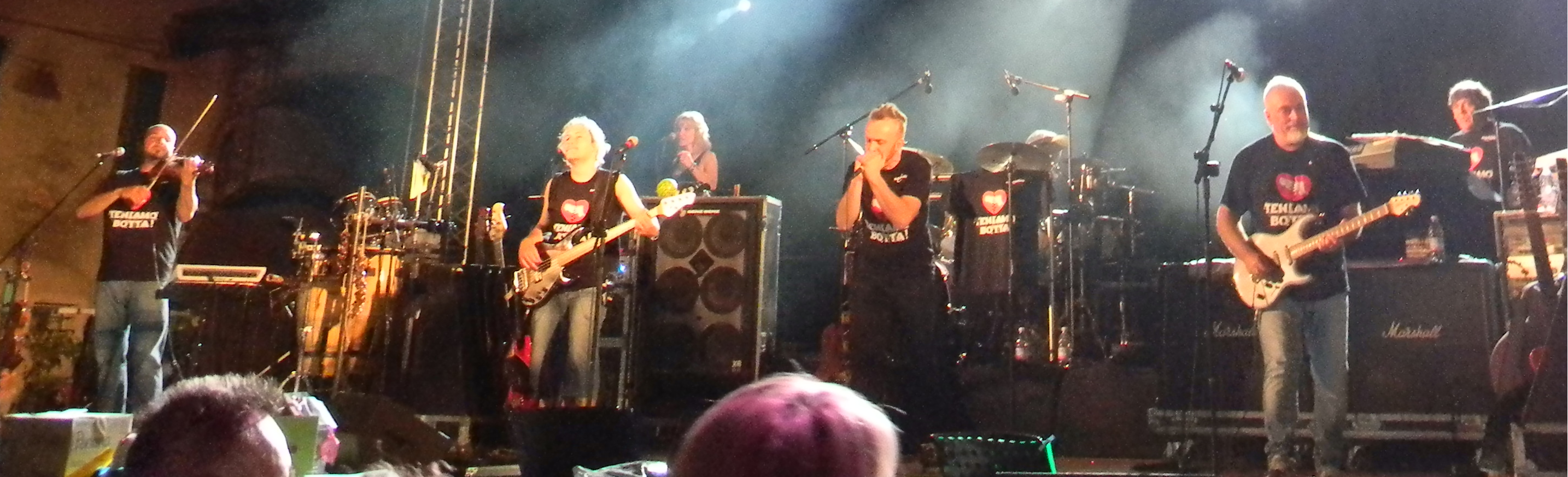
I Nomadi in concerto nel 2012

Il nuovo cantante, Cristiano Turato, di origine padovana, in precedenza membro dei Madaleine, viene presentato a Novellara, in occasione del XX Tributo ad Augusto, il 25 febbraio 2012. Lo stesso giorno, viene pubblicato il disco in edizione limitata È stato bellissimo, contenente brani live cantati da Augusto Daolio.
Essendo trascorsi 20 anni dalla scomparsa di Augusto, il tour del 2012, sia quello teatrale primaverile che quello estivo nelle piazze e nei campi sportivi, viene dedicato interamente a lui con il nome di Ricordarti, titolo dell'omonima canzone del 1995, che viene appunto ripresa in ricordo dello storico cantante.
Partecipano all'album Οι άγγελοι ζουν ακόμα στη Μεσόγειο (Gli angeli vivono ancora nel Mediterraneo), del cantante greco Lavrentis Machairitsas, già ospite al concerto di Novellara, duettando con lui sul brano Dove si va, tradotto in greco con il titolo di Έξοδο βρες (che si pronuncia Exodho vres); in luglio, per questo, si tiene ad Atene un imponente concerto, allo stadio Kallimarmaron, che registra il tutto esaurito, dove il gruppo si esibisce con Io vagabondo e con Dove si va duettata con l'artista greco.
Il 25 giugno 2012 Beppe Carletti è il promotore del Concerto per l'Emilia tenutosi a Bologna allo Stadio Renato Dall'Ara per raccogliere fondi per aiutare le popolazioni colpite dal sisma del mese precedente, e al quale partecipano sedici artisti della musica italiana; il 3 luglio, allo stesso scopo, prendono parte al concerto Teniamo botta!, organizzato dall'emittente radiofonica Radio Bruno.
Ricevono, nel luglio 2012, il Premio Lunezia alla carriera.
Il 28 agosto 2012 viene pubblicato un singolo inedito, intitolato Ancora ci sei, il quale anticipa l'uscita, il 18 settembre, dell'album Terzo tempo, che si piazza al terzo posto nella graduatoria dei dischi più venduti; l'album non viene registrato in Italia, bensì all'estero, a Londra.
Pochi giorni dopo l'uscita del nuovo album, partecipano a Italia Loves Emilia, insieme ad altri dodici artisti, suonando davanti a 150 000 spettatori, per raccogliere proventi in favore della ricostruzione delle scuole in Emilia.  Per l'occasione, il gruppo propone il nuovo singolo, Ancora ci sei, oltre a due immancabili classici, Io voglio vivere e Io vagabondo, che viene duettata con Claudio Baglioni.
Ospiti del programma Ti lascio una canzone, condotto da Antonella Clerici, eseguono i brani Un giorno insieme, Un pugno di sabbia, Io vagabondo e Ancora ci sei.
In novembre parte un tour teatrale di presentazione del nuovo album, al quale si affianca anche un mini tour europeo, che porta il gruppo a Locarno, Londra e Bruxelles.
Nel novembre 2012 sono ospiti a Citofonando Cuccarini condotto da Lorella Cuccarini.
In dicembre partecipano all'edizione 2012 della Maratona di Telethon e al Concerto di Natale, che si tiene all'Auditorium della Conciliazione a Roma, eseguendo il brano Buon Natale a tutto il mondo di Domenico Modugno, in duetto con gli Stadio.
Nel gennaio 2013 viene pubblicato un nuovo singolo, Apparenze, tratto dal loro ultimo album.
Il 6 febbraio viene pubblicato il libro Io vagabondo - 50 anni di vita con i Nomadi, scritto da Beppe Carletti con Andrea Morandi, che racconta la storia del tastierista e fondatore del gruppo attraverso i 50 anni di attività dei Nomadi.
In aprile sono ospiti del programma Eroi di tutti i giorni, condotto da Paola Perego su Rai Uno, dove suonano i brani Io vagabondo ed Apparenze.
Il 14, 15 e 16 giugno, a Cesenatico, il gruppo festeggia il proprio cinquantesimo anniversario con tre concerti, a cui partecipano alcuni ospiti, due mostre (una iconografica sulla storia del gruppo e una dedicata a quadri e sculture di Augusto Daolio) e una partita di calcio contro la Nazionale italiana cantanti; viene anche annunciata l'uscita di una raccolta celebrativa di vecchi brani riarrangiati, nonché di un DVD tratto dalle tre serate. Inoltre, per il cinquantesimo anniversario, dopo quarantacinque anni da Canzone per un'amica, Francesco Guccini torna a scrivere per il gruppo: il brano, ancora inedito, si intitola Nomadi, e si ipotizza che sarà presente nella nuova raccolta.
Nell'occasione viene presentato il libro Ma che film la vita - Augusto Daolio dei Nomadi, scritto da Elena Carletti e Vittorio Ariosi.
Tuttavia, invece del disco e del DVD precedentemente annunciati, vengono pubblicati una serie di tredici fra CD e DVD che, a partire dal 4 novembre, sono pubblicati in edicola in allegato al Corriere della Sera oppure alla Gazzetta dello Sport, con il titolo di Nomadi 50.
In novembre viene dedicata ai cinquant'anni del gruppo una puntata di Emozioni e, per la stessa occasione, i Nomadi sono ospiti al Roxy Bar di Red Ronnie, dove eseguono alcune canzoni in acustico. Inoltre, nel mese di dicembre, organizzano un concerto di raccolta fondi per aiutare la popolazione della Sardegna colpita da un'alluvione, sulla scia di una loro analoga esperienza del 2009, quando raccolsero fondi per contribuire alla ricostruzione dopo il terremoto dell'Abruzzo. Per lo stesso motivo, partecipano all'album Arcu 'e chelu promosso dal cantautore Eugenio Finardi, col brano La mia terra.
Il 15 aprile 2014 esce la raccolta Nomadi 50+1, che contiene vari brani storici, completamente reincisi oppure ricantati sovrapponendo le nuove voci a basi già incise e pubblicate precedentemente. L'album contiene anche due inediti: Come va la vita e Nulla di nuovo; la canzone Nomadi scritta da Guccini, invece, al contrario di quanto era stato inizialmente annunciato, non fa parte del nuovo album: il gruppo, infatti, avrebbe voluto presentarla al Festival di Sanremo, ma il permesso fu negato dallo stesso Guccini. L'album viene certificato disco d'oro per aver raggiunto la soglia delle 25 000 copie vendute, motivo per cui al gruppo viene assegnato il Music Awards.
Il 4 ottobre, per festeggiare i 30 anni di Exodus di don Mazzi, il gruppo tiene un concerto in Piazza Duomo a Milano, insieme all'Orchestra Filarmonica Italiana diretta dal maestro Bruno Santori; per l'occasione oltre 80 000 persone riempiono la piazza e le vie circostanti, i fan giungono da tutta Italia e il concerto, a cui partecipano come ospiti anche Nek, Luca Carboni, Annalisa e Francesco Renga, viene trasmesso in diretta da RTL 102.5. Viene anche annunciato che ne sarà tratto un DVD, il cui ricavato verrà devoluto interamente ad Exodus.
Il 18 novembre i Nomadi pubblicano il cofanetto Nomadi 50+1 - Versione Deluxe. Al suo interno tre LP bianchi, un LP picture disc, due CD Nomadi 50+1, il Diario Nomade e il libro dei testi, il tutto distribuito da MusicFirst.
Il 1º dicembre esce il DVD Exodus - Nomadi Live, tratto del concerto in Piazza Duomo a Milano del 4 ottobre. Il ricavato è interamente devoluto alla Fondazione Exodus di don Antonio Mazzi e verrà consegnato alla vigilia di Natale attraverso un assegno di 62000 €, frutto delle prime vendite.
In attesa del nuovo album previsto per maggio, dal titolo Lascia il segno, il 17 aprile 2015 esce in radio il nuovo singolo Non c'è tempo da perdere. successivamente vengono realizzati dei videoclip per i brani Tutto vero e Animante.
Il 18 luglio viene annunciata la scomparsa dello storico ex bassista Gianni Coron, avvenuta nel suo appartamento di Modena nei giorni precedenti.
Il 19 novembre i Nomadi inaugurano il nuovo tour teatrale al Centro multimediale di Terni con un concerto dedicato all'anno del Dalai Lama.
Il 20 novembre Beppe Carletti annuncia l'uscita del nuovo album Nomadi. Il sogno di due sedicenni è diventato realtà.
Preceduto, il 29 aprile 2016, dal singolo Così sia, il 10 giugno viene pubblicato l'album live Così sia - XXIV Tributo ad Augusto Daolio, che raccoglie le canzoni registrate nel corso del concerto di Novellara. Il mese successivo, invece, partecipano alla Giornata mondiale della gioventù di Cracovia, dove si esibiscono con i brani Dio è morto, Io voglio vivere e Io vagabondo.
A inizio novembre, invece, viene pubblicato, in doppia versione (deluxe e super deluxe), il cofanetto I Nomadi 1965/1979 - Diario di viaggio di Augusto e Beppe, il quale, oltre a riproporre i brani del periodo sotto contratto EMI del gruppo, presenta dei brani inediti interpretati da Augusto Daolio.

#### 2017 - presente

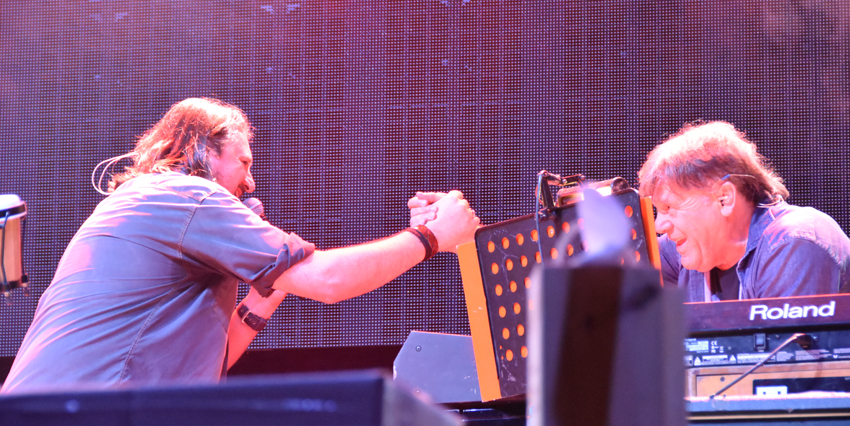
Beppe Carletti e Yuri Cilloni

A Novellara il 18 ed il 19 febbraio 2017 si tengono gli ultimi due concerti con la presenza di Cristiano Turato. Il 2 marzo 2017, attraverso un comunicato stampa, il gruppo annuncia che dal giorno successivo del concerto di Domodossola, il nuovo cantante sarà Yuri Cilloni, già cantante dei Lato B, cover band dei Nomadi. Causa problemi ad un braccio, da fine aprile a metà agosto Massimo Vecchi viene temporaneamente sostituito nei concerti da Daniele Radice, già bassista dei Manoloca, Massimo Vecchi ritornerà sul palco come seconda voce in anticipo già dai primi di luglio.
Per l'impegno umanitario dimostrato nel corso della loro carriera, i Nomadi ricevono il premio Fionda di Legno.
Il 6 ottobre lanciano il loro nuovo singolo Decadanza, che anticipa il loro nuovo disco di inediti dal titolo Nomadi Dentro, in uscita il 27 dello stesso mese, il primo con la nuova voce. In questo album, vengono inseriti il brano Nomadi, scritto nel 2013 da Francesco Guccini e Terra di nessuno, di Alberto Salerno, altro storico compositore di canzoni del gruppo.
Nel 2018 il gruppo festeggia il suo cinquantacinquesimo compleanno con l'album celebrativo Nomadi 55 - Per tutta la vita e un concerto che viene trasmesso in diretta radiofonica e televisiva da RTL 102.5.
Il 31 maggio 2019 esce l'album Milleanni, contenente undici brani di cui due inediti e una versione inedita del brano Ma noi no, registrata nel 1989 da Augusto Daolio.
Il 23 marzo 2020 esce il singolo Fuori la paura con la collaborazione di Paolo Belli; il brano è legato alla ripartenza dopo la chiusura nazionale dovuta all'emergenza sanitaria da COVID-19.
Il 17 settembre Beppe Carletti annuncia sui social la firma del contratto di promozione con la casa discografica BMG e l'uscita di un nuovo album di inediti per il 2021.
Il 28 gennaio 2021 giunge notizia della scomparsa dello storico produttore Dodo Veroli, per oltre trent'anni al fianco del complesso.
Il 16 marzo, sul sito ufficiale e sui social, viene annunciata l'uscita del nuovo album di inediti Solo esseri umani, prevista per il 23 aprile.
Il 9 aprile esce il primo singolo estratto dall'album, Frasi nel fuoco, che viene accompagnato da un videoclip.
Il 5 maggio 2023, sul sito ufficiale e sui social, viene annunciata l'uscita del nuovo album di inediti Cartoline da qui, prevista per l'11 maggio successivo, e accompagnata dal videoclip del singolo omonimo.
La pubblicazione del nuovo lavoro è preceduta da quella dell'omonimo singolo, scritto in occasione del 60º anniversario della band da Luciano Ligabue.
Il 3 giugno si tiene a Novellara il concerto-evento per festeggiare i 60 anni di storia. Alla serata partecipano ospiti - tra cui Paolo Belli, storico amico del gruppo - e alcuni ex componenti, fra i quali spicca Danilo Sacco, che torna a solcare il palco dei Nomadi dopo 13 anni di assenza e canta alcuni pezzi assieme ad alcuni suoi ex compagni (Stagioni con Beppe Carletti al pianoforte e Sergio Reggioli al violino, La mia terra con il bassista Massimo Vecchi e Senza patria in duetto con l'attuale voce Yuri Cilloni), come sempre acclamato dal numeroso pubblico accorso alla serata.
Il 21 novembre, tramite la pagina Facebook ufficiale dei Nomadi, viene annunciato l'abbandono del gruppo da parte del batterista Daniele Campani, dopo trentatré anni di permanenza.
Il 24 novembre, in occasione della data zero a Colle di Val D'Elsa (SI), viene presentato il nuovo batterista Domenico Inguaggiato.
L'8 dicembre, per ricordare il cantante Augusto Daolio, scomparso nell'ottobre del 1992, esce il cofanetto È stato veramente bellissimo!, costituito da 4 CD (CD 1: Rarità, inediti, provini e versioni in spagnolo; CD 2: Selezione di brani live inediti del 1992; CD 3 e CD 4: Gente come noi - In concerto - Parti I e II) e da 2 DVD (Gente come noi - In concerto e il docufilm Augusto Daolio: musicista, poeta, pittore), il tutto corredato da un booklet contenente foto, scritti di Augusto, il ricordo di Elena e Davide Carletti (figli di Beppe) e la tracklist dei CD e DVD.

## La musica e le idee
Il messaggio che sin dagli inizi i Nomadi trasmettono è di denuncia e impegno sociale, mai troppo politicizzato. Questo messaggio è trasportato in giro per l'Italia in maniera capillare, anche nei paesi più piccoli, dato che i Nomadi sono sempre in viaggio, in un tour quasi permanente - in questo sembrano nomadi. Contano in media 130 concerti l'anno, ma negli anni ottanta hanno raggiunto la cifra di 220 concerti in un anno.
Caratteristica dei loro concerti sono i messaggi, gli striscioni e i regali mandati dal pubblico sul palco e letti tra una canzone e l'altra, con un continuo scambio tra "popolo nomade" e il gruppo stesso. Sempre segno di questo rapporto sono i cori che in taluni casi possono esser ripresi durante il concerto anche 2-3 volte.
Pur avendo cambiato, nel corso della propria storia, ventitré componenti, i Nomadi sono sempre rimasti coerenti con il loro messaggio iniziale.

## Raduni annuali
A partire dal 1993, si tengono a Novellara, quasi sempre in febbraio, nel periodo del compleanno di Augusto Daolio, il 18 febbraio, due concerti a lui dedicati, chiamati Nomadincontro. In questa occasione, oltre ai Nomadi, si esibiscono sul palco molti gruppi e cantanti esordienti, oltre a cover band, gruppi e cantanti famosi amici dei Nomadi. Durante la manifestazione, viene anche consegnato il premio Tributo ad Augusto, una somma in denaro che viene consegnata ad un artista che poi la devolve in opere di beneficenza; un altro premio consegnato è quello di Nomade dell'anno.
A Casalromano, dal 1989 si tiene il Raduno Nazionale Fans Nomadi, un evento annuale che nel 2014 ha invece avuto luogo ad Asola.
Invece, a Castagnole delle Lanze, si tiene, dal 1993, il Raduno Estivo Fan Club.
A partire dal febbraio 2014 viene istituito, assieme al Tributo ad Augusto, anche il Tributo a Dante Pergreffi, bassista scomparso nel 1992. La prima edizione di tale premio è stata assegnata ad Atos Travaglini, storico fonico del gruppo da oltre trent'anni.

## Associazione Augusto per la Vita
A seguito della scomparsa dello storico leader del gruppo, Augusto Daolio, è stata fondata, nel 1992, ad opera anche di Beppe Carletti, Cico Falzone e Daniele Campani, oltre che di Rosanna Fantuzzi, la compagna di Augusto, che ne è presidente, l'Associazione Augusto per la Vita, che si occupa della raccolta di fondi, tramite la pubblicazione di opere dedicate al cantante, da donare sotto forma di borse di studio per la ricerca sul cancro. L'idea di questa associazione nacque il giorno stesso dei funerali del cantante, quando i molti fan presenti al rito, lasciarono, spontaneamente, parecchie offerte in denaro.

## Formazione
- Beppe Carletti - tastiere, fisarmonica, cori (dal 1963)
- Cico Falzone - chitarre, voce (dal 1990)
- Massimo Vecchi - basso, voce (dal 1998)
- Sergio Reggioli - chitarre, violino, voce (dal 1998)
- Yuri Cilloni - voce (dal 2017)
- Domenico Inguaggiato - batteria (dal 2023)

Cronologia

## Discografia

### Album in studio
- 1967 – Per quando noi non ci saremo (EMI Italiana)
- 1968 – I Nomadi (EMI Italiana)
- 1971 – Mille e una sera (EMI Italiana; pubblicazione non ufficiale)
- 1973 – Un giorno insieme (EMI Italiana)
- 1974 – I Nomadi interpretano Guccini (EMI Italiana)
- 1974 – Tutto a posto (EMI Italiana; pubblicazione non ufficiale, solo in cassetta o stereo 8)
- 1975 – Gordon (EMI Italiana)
- 1977 – Noi ci saremo (EMI Italiana)
- 1978 – Naracauli e altre storie (EMI Italiana)
- 1981 – Sempre Nomadi (CGD)
- 1982 – Ancora una volta con sentimento (CGD)
- 1985 – Ci penserà poi il computer (Nomadi)
- 1986 – Quando viene sera (Nomadi)
- 1988 – Ancora Nomadi (Nomadi)
- 1990 – Solo Nomadi (CGD East West)
- 1991 – Gente come noi (CGD East West)
- 1992 – Ma noi no! (CGD East West)
- 1993 – Contro (CGD East West)
- 1994 – La settima onda (CGD East West)
- 1995 – Lungo le vie del vento (CGD East West)
- 1996 – Quando ci sarai (CGD East West)
- 1998 – Una storia da raccontare (CGD East West)
- 1999 – SOS con rabbia e con amore  (CGD East West)
- 2000 – Liberi di volare (CGD East West)
- 2002 – Amore che prendi amore che dai (CGD East West)
- 2003 – Nomadi 40 (CGD East West)
- 2004 – Corpo estraneo (Atlantic/WEA)
- 2006 – Con me o contro di me (Atlantic/WEA)
- 2009 – Allo specchio (Atlantic/WEA)
- 2010 – Raccontiraccolti (Atlantic/WEA)
- 2011 – Cuore vivo  (Nomadi)
- 2012 – Terzo tempo (Nomadi)
- 2014 – Nomadi 50+1 (Nomadi)
- 2015 – Lascia il segno (Nomadi)
- 2015 – Nomadi. Il sogno di due sedicenni è diventato realtà (Nomadi)
- 2017 – Nomadi dentro (Nomadi)
- 2018 – Nomadi 55 - Per tutta la vita (Nomadi)
- 2019 – Milleanni (Nomadi)
- 2021 – Solo esseri umani (BMG Italia)
- 2023 – Cartoline da qui (BMG Italia)

## Filmografia
In tre occasioni, i Nomadi hanno anche partecipato ad alcune pellicole cinematografiche e televisive, interpretando se stessi.
- Vacanze sulla neve (1966)
- Totò yeye (1967)
- La più bella coppia del mondo (1968)